# Inside (film 2011)
Inside è un mediometraggio statunitense del 2011 diretto da D.J. Caruso.